# La Grotte aux loups

La Grotte aux loups est un téléfilm de Bernard Toublanc-Michel réalisé en 1980 et inspiré par un roman d'André Besson.

## Synopsis
René Bailly, le jeune facteur de la Givrine, un petit village jurassien, découvre les corps d'une femme inconnue et d'un jeune garçon dans la grotte aux loups, une caverne perdue au cœur du massif du Risoux. Le lendemain les cadavres ont disparu. Doit-on croire René ? N'est-il pas victime des légendes et des superstitions ? Seule la jeune institutrice Solange aide René dans son enquête.

## Fiche technique
- Réalisateur : Bernard Toublanc-Michel
- Scénariste : André Besson (auteur), Alain Quercy
- Producteur : Carlos Leresche (assistant)
- Photographie : Igaal Niddam
- Format : 16 mm – couleur
- Musique : Carlos Leresche
- Genre : Suspense (angl. thriller)
- Date de diffusion : 22 août 1980 en France sur TF1

Le film a été tourné à Chapelle-des-Bois (Doubs)

## Distribution
- Claude Jade : Solange
- Alain Claessens : René
- Michel Cassagne (acteur franco suisse): Guillaume
- Maurice Aufair : Germain
- Adrien Nicati: Cornilliet
- Yvonne Stara: la mère de René
- Neige Dolsky : la mère de Guillaume
- Jean-Marie Verselle : Le maire
- Olivier Mettler : Francois Mauffranc